# کیم هیون هویی

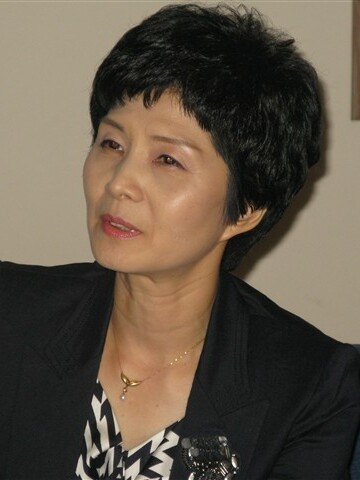
کیم هیون هویی - ۲۰۱۰

کیم هیون هوی یا کیم هیون هی (زاده ۲۷ ژانویه ۱۹۶۲ در کائسونگ) که با نام اُک هوا نیز شناخته می‌شود؛ مأمور سابق کره شمالی، مسئول بمب‌گذاری پرواز ۸۵۸ کورین ایر در سال ۱۹۸۷ است که باعث کشته شدن ۱۱۵ نفر شد. وی در پی بمب‌گذاری در بحرین دستگیر شد و به کره جنوبی برگردانده شد. او در آنجا به اعدام محکوم شد اما بعداً از سوی رئیس‌جمهور مورد بخشش قرار گرفت. کره شمالی انکار می‌کند که کیم در کره شمالی زاده شده‌است، و همه زندگینامه وی را ساخته کره جنوبی می‌داند. بر پایه گواهی کیم، وی برای مأموریت خود، زبان ژاپنی را از یائوکو تاگوچی، یکی از حداقل ۱۳ ژاپنی ربوده شده از سوی کره شمالی، آموخت.
در سال‌های اخیر کیم علناً از بمب‌گذاری ابراز تاسف کرده و اطلاعاتی در مورد وضعیت امور در کره شمالی و همچنین وضعیت احتمالی آدم ربایان ارائه داده‌است.

## زندگی‌نامه
کیم در کائسونگ متولد شد، اما خانواده وی در پایتونگ، پیونگ یانگ ساکن شدند. پدرش یک دیپلمات بود و مدتی هم در کوبا زندگی می‌کردند.
او مدتی آموزش بازیگری دید و در نخستین فیلم تکنوکالر کره شمالی ایفای نقش کرد. در سال ۱۹۷۲ کیم برای دادنِ گل به نماینده ارشد کره جنوبی در مذاکرات شمال و جنوب در پیونگ یانگ انتخاب شد. کیم پس از فارغ‌التحصیلی از دبیرستان، ابتدا در دانشگاه کیم ایل-سونگ ثبت نام کرد؛ سپس به دانشکده زبان خارجی پیونگ یانگ رفت و در رشته زبان ژاپنی تحصیل کرد. با این حال وقتی برای کار استخدام شد، به سختی تحصیلات خود را شروع کرده بود.
کیم از نوجوانی به عنوان جاسوس در کره شمالی آموزش‌های سخت و فراوان دید و در مأموریت خود در بحرین سبب انفجار یک هواپیمای مسافربری از کره جنوبی با ۱۱۵ سرنشین شد.
پس از اعتراف ابتدا به مرگ محکوم شد و سپس رئیس جمهور وقت کره جنوبی رو را مورد عفو قرار داد چرا که گفته شد او توسط رژیم کره شمالی شستشوی مغزی شده و اعدام او بی فایده است. او نیز تصمیم گرفت با نوشتن کتاب و شرکت در همایش‌ها و کنفرانس‌های حقوق بشر، عذاب وجدان خود را کم کرده و در راه آزادی کره شمالی و الحاق دوره با هم تلاش کند.

## بن مایه
- همکاری‌کنندگان ویکی‌پدیا، «Kim Hyon-hui»، ویکی‌پدیای انگلیسی، دانشنامهٔ آزاد (بازیابی ۱۰ بهمن ۱۳۹۸).